# Gwiazdy zmienne typu Z Camelopardalis

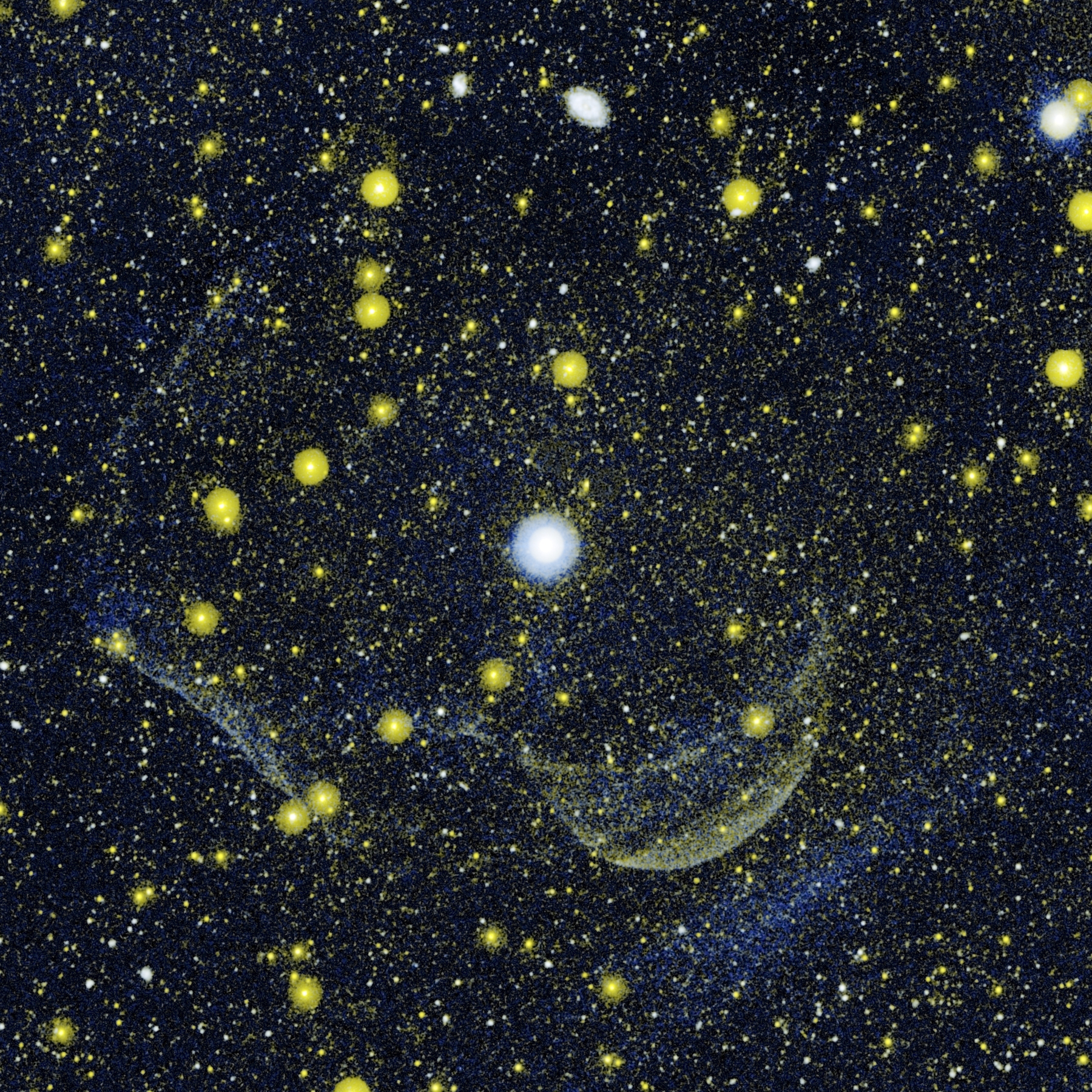
Nowa karłowata Z Camelopardalis (biały obiekt pośrodku fotografii). Zdjęcie wykonane przez teleskop kosmiczny GALEX

Gwiazdy zmienne typu Z Camelopardalis (Z Cam) – gwiazdowe układy kataklizmiczne typu nowe karłowate, u których zdarzają się długie przerwy pomiędzy okresami dość regularnych wybuchów. Przerwy mogą trwać od kilku dni do 1000 dni, gwiazda przechodzi wtedy na dłuższy czas w stan stałej jasności, ok. 1 magnitudo poniżej maksymalnej jasności w czasie wybuchu. Uważa się, że przerwy te są wynikiem okresowych sytuacji, w których przepływ materii z towarzysza do dysku akrecyjnego jest na tyle duży, że uniemożliwia zachodzenie normalnych wybuchów.
Prototypowa gwiazda, Z Camelopardalis, normalnie wybucha z amplitudą około 3 magnitudo, co około 20 dni, a obserwowane przerwy wynosiły nawet 600 dni. Znajduje się ok. 530 lat świetlnych od nas i była najwcześniej odkrytą nową karłowatą. Układ składa się z gwiazdy typu widmowego G i białego karła lub błękitnego podkarła obiegających się wzajemnie co 7 godzin i 21 minut.
Teoria przewiduje, że – aby nastąpił wybuch nowej – na białego karła musi spaść dostatecznie dużo materii. Jednak nigdy nie stwierdzono wybuchu nowej w przypadku nowych karłowatych – z wyjątkiem właśnie Z Cam. W 2007 roku Göran Johansson z Uniwersytetu w Lund w liście do „Nature” udowodnił, że wybuch Z Cam został zarejestrowany przez Chińczyków w 77 roku przed naszą erą. Możliwe, że otoczka, widoczna na zdjęciu obok, jest właśnie pozostałością po tym lub jednym z wcześniejszych wybuchów. Oszacowana masa tej otoczki jest typowa dla otoczek odrzucanych przez nowe klasyczne, po raz pierwszy wskazując na podobny charakter nowych i nowych karłowatych.
Inny charakterystyczny układ tego typu to układ HL Canis Majoris (HL CMa).